# تي-1000

شخصية تي-1000

تي-1000 (بالإنجليزية: T-1000)‏ ، شخصية خيالية تمثل الخصم لأبطال فيلم المبيد 2 وهو الممثل روبرت باتريك .

## المبيد 2
قامت إرسال سايبورغ الجديد من نوع تي-1000 وهو مصنوع من الزئبق، وكان هدفه قتل جون كونور، في البداية ظهر عاريا وقام بقتل رجل الشرطة وارتدى الزي الشرطي بحثا عن جون كونور، وفتح جهاز الكمبيوتر المخصص لشرطة شرطة لوس أنجلوس وكشف بيانات كاملة عن جون كونور بأنه سارق الأموال عن طريق الألة ليرغب للعب بلعبة الفيديو، وكشف تي 1000 وجود جون كونور وبحث عنه، وكلما قتل السايبورغ «تي-1000» يعيد إلى الحياة تلقائياً .
وقد ذهبوا ترومونيتر وجون كونور وامه سارة إلى مصنع افتراضي للمعادن المنصهرة، وكشف تي - 1000 جون كونور إلا أن أمه انقذته وقام السايبورغ برمي تي-1000 إلى ان ينصهر ويذوب ويتلاشى نهائياً .

## وصلات خارجية
- تي-1000 في قاعدة بيانات الأفلام على الإنترنت
- Catherine Weaver في قاعدة بيانات الأفلام على الإنترنت